# Can Pi de Vilaroch
Can Pi de Vilaroch és una obra del municipi de Rubí (Vallès Occidental) protegida com a bé cultural d'interès local.

## Descripció
Masia ben conservada amb planta baixa, pis i golfes que s'obren a l'exterior per la façana mitjançant tres arcuacions. La teulada és a dues vessants i les portes i les finestres estan rematades amb pedra. Hi ha un balcó central on apareix una inscripció amb la data de 1787 mentre que en una finestra, apareix la de 1768. Aquestes dades corresponen a diferents restauracions. La porta d'entrada manté una estructura rectangular i està rematada amb pedra i emmarcada per un arc rebaixat.

## Història
Els orígens d'aquesta propietat es troben en un establiment de terres atorgats pel Capítol de Canonges de la Catedral de Barcelona en favor de la família Vilaroch, abans de l'any 1164.
Aquesta propietat era alodial de la catedral de Barcelona. Els Vilaroch eren pagesos entre els segles XII i XIV i van obtenir nous establiments de terres. En diverses generacions, la propietat va passar a mans femenines prenent el marit sempre el cognom de la dona, fins que a mitjans del segle xiv, Sancha de Vilaroch es va casar amb Arnau Despí i a partir d'aquesta unió, el nom apareix compost: Pí de Vilaroch.